# Сант-Эльмо
Замок Сант-Э́льмо (итал. Castel Sant'Elmo) — средневековый замок (крепость) в Неаполе, расположенный на высоком холме Вомеро, вблизи бывшего картезианского монастыря св. Мартина. Название «Сант-Эльмо» происходит от имени старой (несохранившейся) церкви X в. Сант-Эразмо, то есть св. Эразма Антиохийского (Формийского); позднее имя было итальянизировано («Эрмо») и приняло форму «Эльмо».
Крепость начали возводить в 1329 году в годы правления короля Роберта Анжуйского и закончили в 1343 году, в год его смерти. Педро Альварес де Толедо, испанский наместник короля, восстановил крепость в период с 1537 года по 1546 год. Крепость — звездообразный замок с шестью крепостными валами. Во время восстания 1647 года под предводительством Мазаньелло испанский вице-король Родриго Понсе де Леон, герцог Аркос спрятался в крепости, чтобы избежать расправы со стороны восставших. В 1717 году в замке некоторое время скрывался от преследований отца царевич Алексей Петрович. Сант-Эльмо был также символом Неаполитанской республики в 1799 году.
В настоящее время в здании крепости располагается музей истории искусств «Bruno Molajoli». Сант-Эльмо — излюбленное место туристов, своего рода неаполитанский «кругозор» c панорамным видом на Неаполь, залив и Везувий.